# Matthew St. Clair
Matthew (Matt) St. Clair é um ambientalista americano. Desempenha funções como Diretor de Sustentabilidade do sistema de dez campi universitários da Universidade da Califórnia.

## Infância e educação
St. Clair cresceu na região de Inland Empire, no sul da Califórnia. Ele é bacharel em Economia pelo Swarthmore College e mestre em Política Ambiental pelo Grupo de Energia e Recursos da Universidade da Califórnia em Berkeley. De 1998 a 2000, trabalhou como voluntário no Friends of the Earth na República Checa e ganhou experiência e apreço pelo impacto de um activismo ambiental eficaz.

## Carreira
Como estudante de pós-graduação, St. Clair liderou uma campanha estudantil para que o sistema da Universidade da Califórnia adoptasse uma política abrangente de planeamento de construção ecológica e energia limpa. A Universidade da Califórnia contratou-o para implementar essa política. Essa política incluiu o fornecimento de energia a novos edifícios com electricidade gerada sem emissões de carbono, e o aumento do número de edifícios do campus com certificação LEED, incluindo todos os edifícios do novo campus da Universidade da Califórnia, Merced. Também incluiu a criação da sua própria empresa de serviços públicos, incluindo o financiamento de novas instalações de geração de energia solar.
Ele é membro fundador do Conselho de Administração da Associação para o Avanço da Sustentabilidade no Ensino Superior.
Em 2020, foi nomeado LEED Fellow pela Green Business Certification Inc.